# Itter (Tirol)

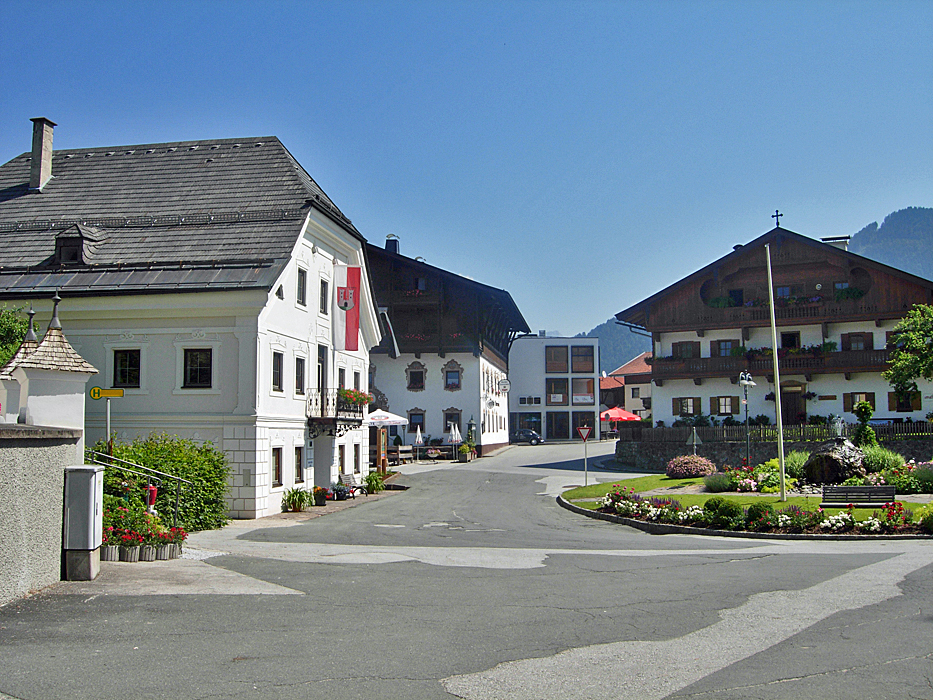
Dorfkern

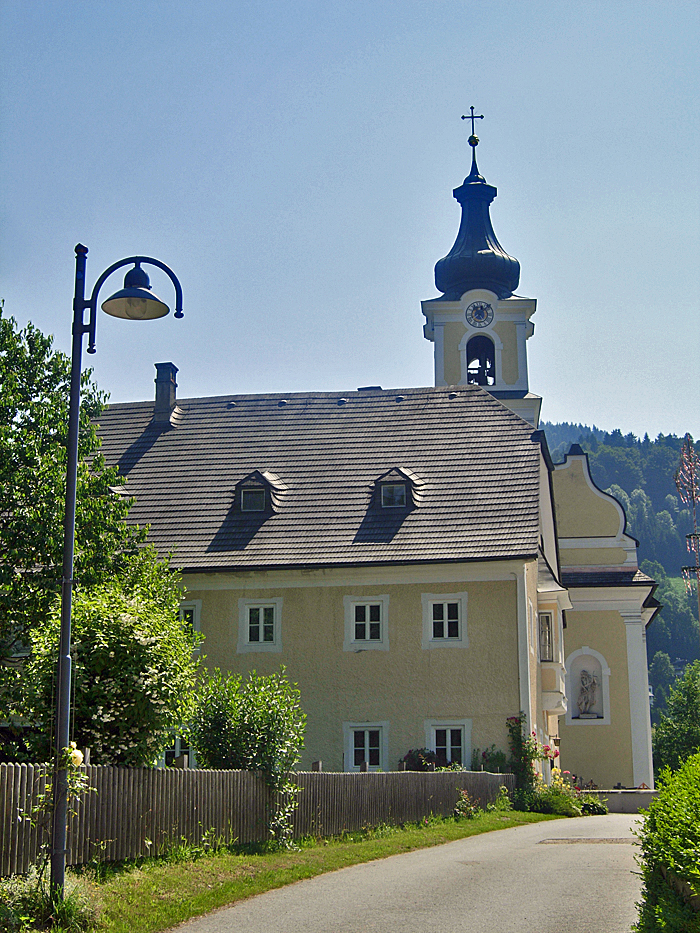
Pfarrkirche

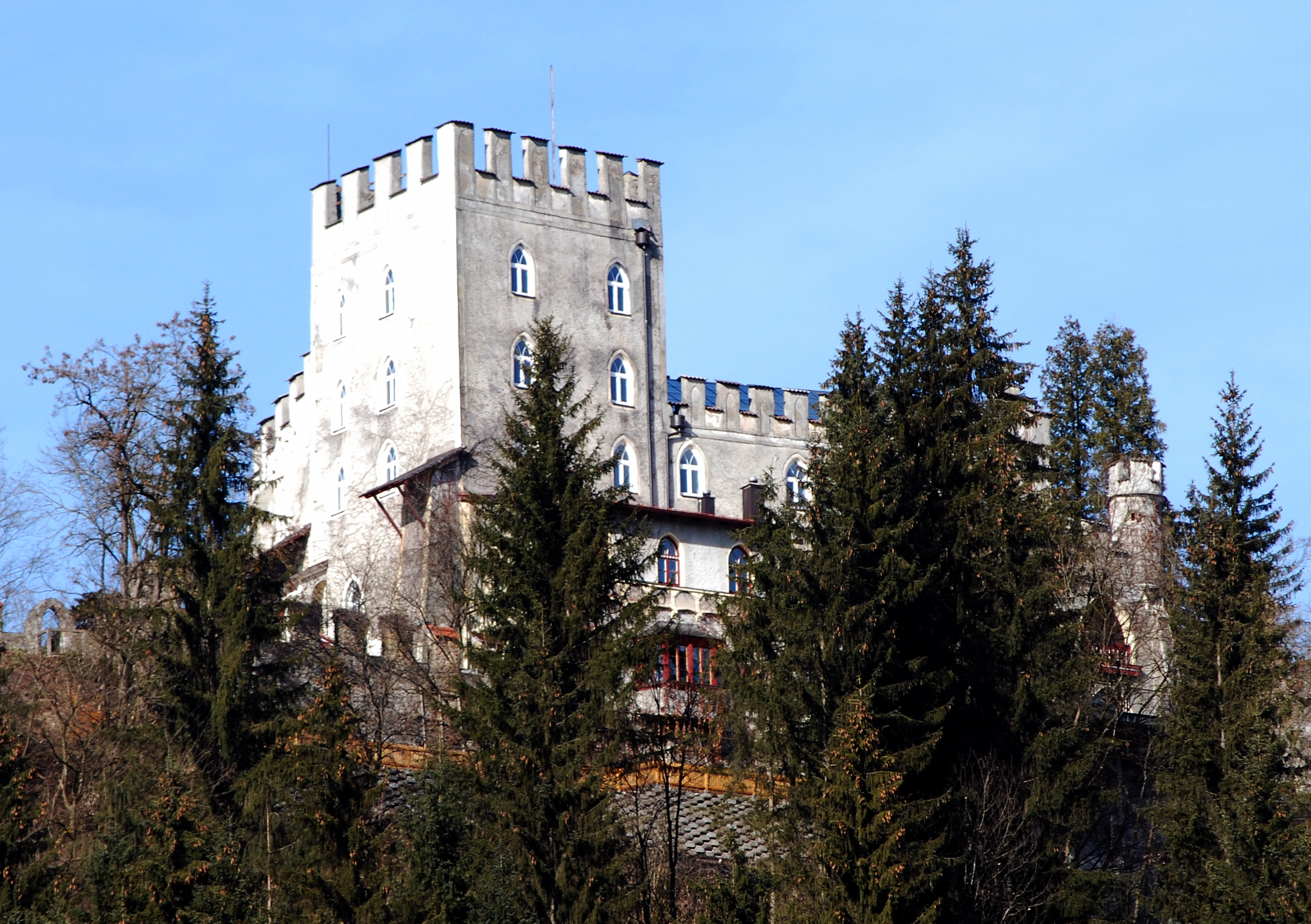
Schloss Itter von Süden her gesehen

Itter ist eine Gemeinde mit 1178 Einwohnern (Stand 1. Jänner 2024) im Bezirk Kitzbühel in Tirol (Österreich). Die Gemeinde liegt im Gerichtsbezirk Kitzbühel.

## Geografie
Itter liegt auf einer Terrasse über dem Mühltal und dem Brixental. Die Besiedlung erstreckt sich über mehrere Weiler und Streusiedlungen.

### Gemeindegliederung
Itter besteht aus einer einzigen, gleichnamigen Katastralgemeinde und Ortschaft.

### Nachbargemeinden
| Kirchbichl (Bez. Kufstein) |                                             | Söll (Bez. Kufstein) |
| Wörgl (Bez. Kufstein)      | Kompassrose, die auf Nachbargemeinden zeigt |                      |
|                            | Hopfgarten im Brixental                     |                      |

## Geschichte
Das heutige Gemeindegebiet war um 1500 v. Chr. besiedelt. Archäologische Funde beweisen, dass sich die Siedlungsgeschichte bis zu den Römern hinzog. Auch der Ortsname ist antik (*Udria- ‚Feuchtgebiet‘), der mit altgriechisch ὕδωρ hydōr, deutsch ‚Wasser‘ verwandt ist.
Im Jahre 902 kamen das Brixental und auch das hier erstmals als „Uitaradorf“ urkundlich erwähnte Itter (Itterdörfl) an das Bistum Regensburg, welches die Rapotonen als Vögte einsetzte. Schon zu dieser Zeit gab es eine Burg in Itter. Der Ort wurde 1241 wiederum urkundlich genannt, als der Vogt Pfalzgraf Rapoto II. auf seine Ansprüche verzichtete, die er vom Bistum Regensburg erhalten hatte. Seit dem 14. Jahrhundert befindet sich auf der Burg ein Richter und Pfleger. Zusammen mit dem Territorium wurden sie 1380 von Konrad von Regensburg an Erzbischof Pilgrim von Salzburg verkauft.
Während der Regierungszeit von Kaiser Maximilian wurde dem Erzbistum Salzburg die Hohe Gerichtsbarkeit über die tirolerischen Besitzungen verkauft. Somit hatte der Richter von Itter die Blutgerichtsbarkeit wieder in seinen Händen. Das Dorf Itter bildete selbst einen Burgfrieden. Dessen Abgaben bestanden vor allem in Dienstleistungen zugunsten der Festung.
Im 17. Jahrhundert legte man die Ämter des Pflegers und des Gerichtes zusammen, wodurch sich die Bezeichnung auf „Pflegegericht“ änderte und es nach Hopfgarten verlegt wurde.
1805 fiel Itter an Österreich. Das Wiener Traktat von 1809 brachte Itter an Bayern. 1816 kam Itter wieder zu Österreich und wurde schlussendlich mit Tirol vereinigt.

### Bevölkerungsentwicklung
EinwohnerJahr400600800100012001860189019201950198020102040EinwohnerEinwohnerentwicklung von Itter

## Kultur und Sehenswürdigkeiten
- Pfarrkirche Itter, 1762–1764 erbaut, in der Vorhalle der Altar der einstigen Burgkapelle
- Das Schloss Itter diente als Burg im Mittelalter zur Überwachung des Brixentals und verfiel ab dem 18. Jahrhundert. Ende des 19. Jahrhunderts wiederaufgebaut, war es im Zweiten Weltkrieg eine Außenstelle des KZ Dachau auch für prominente politische Gefangene, die bei der Schlacht um Schloss Itter am 5. Mai 1945 befreit wurden. Heute ist es in Privatbesitz und nicht öffentlich zugänglich.
- Die Wallfahrts-Kapelle auf der Kraftalm in 1.355 m Seehöhe wurde am 25. September 1983 vom damaligen Salzburger Erzbischof Karl Berg feierlich eingeweiht und ist den Schutzheiligen der Milchwirtschaft (Hll. Lucio, Theodul und Fridolin) geweiht.

## Wirtschaft und Infrastruktur
Itter lebt heute vor allem vom zweisaisonalen Tourismus sowie von Landwirtschaft und Kleingewerbe. Die Gemeinde liegt im größten zusammenhängenden Skigebiet Österreichs, dem Skiverbund „SkiWelt Wilder Kaiser – Brixental“.
Die Anzahl der Übernachtungen stieg von 88.000 im Jahr 2011 auf 124.000 im Jahr 2019 und ging 2020 auf 90.000 zurück.

## Politik

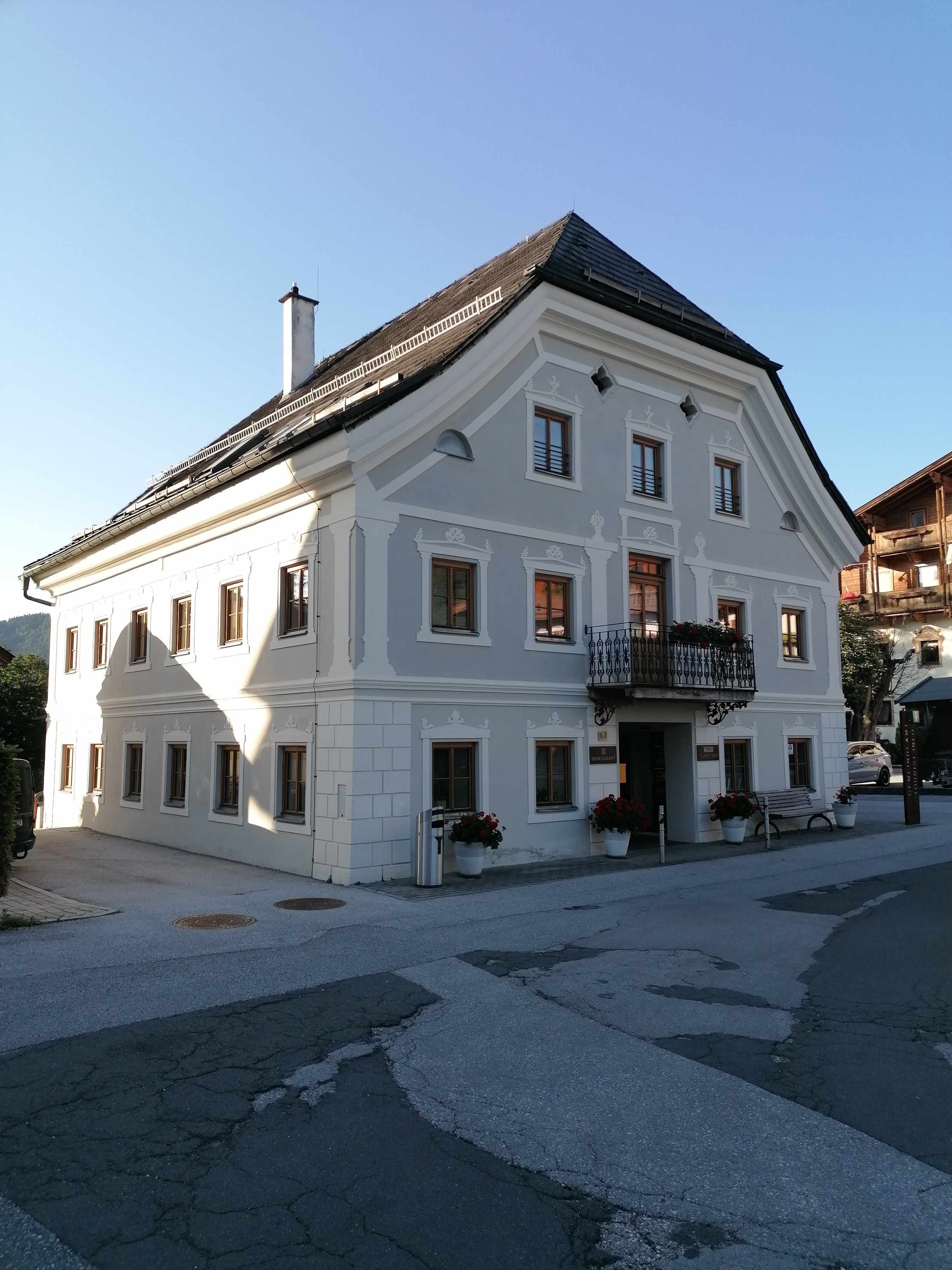
Gemeindeamt Itter

### Gemeinderat
Der Gemeinderat besteht aus 13 Mandataren.
| Partei                                                                                | 2022  | 2022    | 2016  | 2016    | 2010  | 2010    |
| Partei                                                                                | %     | Mandate | %     | Mandate | %     | Mandate |
| ------------------------------------------------------------------------------------- | ----- | ------- | ----- | ------- | ----- | ------- |
| Liste für Arbeiter, Angestellte, Wirtschaft und Tourismus Team Roman Thaler (AAWT) 1) | 54,67 | 7       | 44,79 | 7       | 33,19 |         |
| ITTER im Mittelpunkt -Bürgermeister Josef Kahn (IIM) 2)                               | 45,33 | 6       | 38,22 | 5       | 27,14 |         |
| Unabhängige Bürgerliste Itter                                                         |       |         | 11,71 | 1       | 22,71 |         |
| FPÖ - Itter - FPI                                                                     |       |         | 5,28  | 0       |       |         |
| Wirtschaft - Bauern - Arbeitnehmer                                                    |       |         |       |         | 16,96 |         |

1) Die Partei trat 2010 unter dem Namen „Itterer Arbeiter- und Angestelltenliste - Bürgermeisterliste“ und 2016 unter dem Namen „Bürgermeisterliste für Arbeiter, Angestellte, Wirtschaft und Tourismus“ an.
2)  Die Partei trat 2010 unter dem Namen „Ländliches Itter“ und 2016 unter dem Namen „Ländliches Itter - Bürgermeister Josef Kahn“ an.

### Bürgermeister
- 19??–2003† Josef Thaler
- 2003–2013† Johann Gratt
- 2013–2022 Josef Kahn
- Seit 2022 Roman Thaler

Sowohl Josef Thaler (2003) als auch sein Nachfolger Johann Gratt (2013) starben während ihrer Amtszeit.

### Wappen
Die Tiroler Landesregierung hat am 5. Mai 1955 der Gemeinde Itter ein Wappen verliehen, die Blasonierung lautet:
„Eine silberne/weiße, zweitürmige bezinnte Burg in Rot auf grünem Feld. Zwischen den Türmen ein silbernes, weißes, aufrechtes Richtschwert mit goldenem, gelbem Knauf.“
Die Burg erinnert an die ehemaligen Landesfeste des Hochstiftes Regensburg. Das Richtschwert weist auf die im Jahre 1514 dem Gericht Itter verliehene Blutgerichtsbarkeit hin. Die Tiroler Landesfarben weiß/rot sind auch die Farben des Hochstiftes Regensburg, dem Itter seine geschichtliche Bedeutung verdankt.

## Persönlichkeiten

### Söhne und Töchter der Gemeinde
- Hans Ager (* 1949), österreichischer Politiker, ehemaliger Präsident des Bundesrates
- Sepp Kahn (1952–2024), Schriftsteller